# 趙麟 (國際關係)
趙麟（英語：Leonard Chao，1952年9月11日—），台灣國際關係從業人員，前中華民國外交部外交官，歷任中華民國駐史瓦濟蘭（現史瓦帝尼）大使、駐加拿大渥太華辦事處（現駐加拿大台北經濟文化代表處）代理處長及設館工作負責人:輯一 3 三、駐美國代表處政治組長及國會組長、總統府第一局長等職。於2020年1月22日出版自傳《把一手壞牌打好：一個台灣外交官的奮鬥心影錄》。

## 經歷
趙麟於1970年—1974年間就讀國立臺灣大學法學院法律系法學組就讀，獲法學士學位:輯二 6 二，1990年—1991年間就讀哈佛大學甘迺迪學院，獲公共行政碩士優等學位:輯一 1 三。
趙麟曾於1976年暫任中央通訊社記者，1978年加入外交部後，歷任駐美代表處政治組秘書（1982年—1986年），外交部北美司第一科科長（1987年—1988年），外交部部長機要秘書（1988年—1990年），外交部亞太司科長及專門委員（1991年—1992年），駐加拿大渥太華辦事處代理處長（1992年—1993年），駐聯合國工作小組顧問（1995年），駐加拿大代表處政治組長（1993年—1996年），駐美代表處政治組長（1996年）、國會組長（1996年—1997年），外交領事人員特考口試委員（2000年）、總統府第一局局長（2001年—2006年），於2006年5月2日－2009年9月13日期間擔任駐史瓦濟蘭大使。其亦曾任國立政治大學外交學系講座（2002年）、銘傳大學傳播學院講座（2000年）等教職。

## 著作
- 美中蘇三角關係（The Triangular Relationship Between US, Ch. & USSR，1981年[4]）
- 臺美自由貿易協定可行性研究（The Feasibility Studies of FTA Between Twn. & USA，1991年[4]）
- 把一手壞牌打好：一個台灣外交官的奮鬥心影錄（ISBN 978-986-3233-34-3，聯合文學出版社，2020年1月22日）